# Cartierul Galați, Făgăraș
Galați este un cartier al municipiului Făgăraș din județul Brașov, Transilvania, România. În trecut, cartierul a fost sat, atestat documentar pentru prima dată în 1396. Omonimele toponimelor Galați sunt corelate cu existența unor orașe vechi, numit Kalat de către huni. În hotarul Galațiului există toponimul ”În Cetăți” sau ”La Cetăți”.